# Lennestadt
Lennestadt är en stad i Kreis Olpe i Regierungsbezirk Arnsberg i förbundslandet Nordrhein-Westfalen i Tyskland.